# 2,5-dimetil-3-hexino-2,5-diol
El 2,5-dimetil-3-hexino-2,5-diol, llamado también dimetilhexinodiol o tetrametilbutinodiol, es un diol de fórmula molecular C8H14O2. La cadena carbonada de este diol es ramificada y contiene un triple enlace entre los carbonos 3 y 4 de la misma.

## Propiedades físicas y químicas
El 2,5-dimetil-3-hexino-2,5-diol es un sólido de color blanco o amarillento. Tiene su punto de fusión a 94 °C aproximadamente y su punto de ebullición a 205 °C (122 °C a una presión de solo 7 mmHg).
Posee una densidad inferior a la del agua, 0,949 g/cm³.
El valor del logaritmo de su coeficiente de reparto, logP = 0,29, denota una solubilidad algo mayor en disolventes apolares —como el 1-octanol— que en agua.
En cuanto a su reactividad, es incompatible con agentes oxidantes fuertes, ácidos fuertes, bases fuertes, agentes reductores fuertes, anhídridos de ácido y cloruros de acilo.

## Síntesis y usos
El 2,5-dimetil-3-hexino-2,5-diol puede sintetizarse haciendo reaccionar acetileno y acetona a 30-35 °C en una suspensión de isobutóxido de potasio y xileno.
El rendimiento del proceso es del 94% y como subproducto se genera metilbutinol. En vez de isobutóxido se puede emplear hidróxido de potasio en benceno, seguido de una neutralización con ácido clorhídrico. Esta  segunda metodología implica una temperatura algo mayor (50 °C aproximadamente).
Se ha estudiado la adición de bromo al 2,5-dimetil-3-hexino-2,5-diol, observándose que la proporción de los dibromuros cis o trans resultantes depende del disolvente empleado y de la presencia/ausencia de luz. Así, mientras que con N,N-dimetilformamida en oscuridad se forma mayoritariamente el isómero trans, la utilización de tetracloruro de carbono e irradiación favorece la formación del isómero cis.
El 2,5-dimetil-3-hexino-2,5-diol sirve para producir 2,5-dimetil-2,5-hexanodiol: esta hidrogenación se lleva a cabo con paladio sobre Al2O3.
También se ha empleado para sintetizar heterociclos complejos como 3,6-dimetiltieno[3,2-b]tiofeno —por reacción con azufre en benceno a 190-200 °C—, así como su análogo de selenio cuando se le hace reaccionar con este elemento.
Por otra parte, la alquilación de benceno con 2,5-dimetil-3-hexino-2,5-diol, en presencia de cloruro de aluminio anhidro, forma el compuesto 5,5,10,10-tetrametil-4b,5,9b,10-tetra-hidroindeno[2,1-a]indeno.
El 2,5-dimetil-3-hexino-2,5-diol, combinado con el diisocianato de 1,6-hexametileno, puede formar parte del segmento blando de poliuretanos.
Los poliuretanos basados en este diol tienen una temperatura de transición vítrea relativamente baja (-57 °C), una resistencia a la tracción de 11-14 MPa y una elongación de rotura de 600-700%, características que hacen que sean materiales con un gran número de aplicaciones potenciales.